# Asparagus fallax
Asparagus fallax là một loài thực vật có hoa trong họ Măng tây. Loài này được Svent. mô tả khoa học đầu tiên năm 1960.

## Hình ảnh

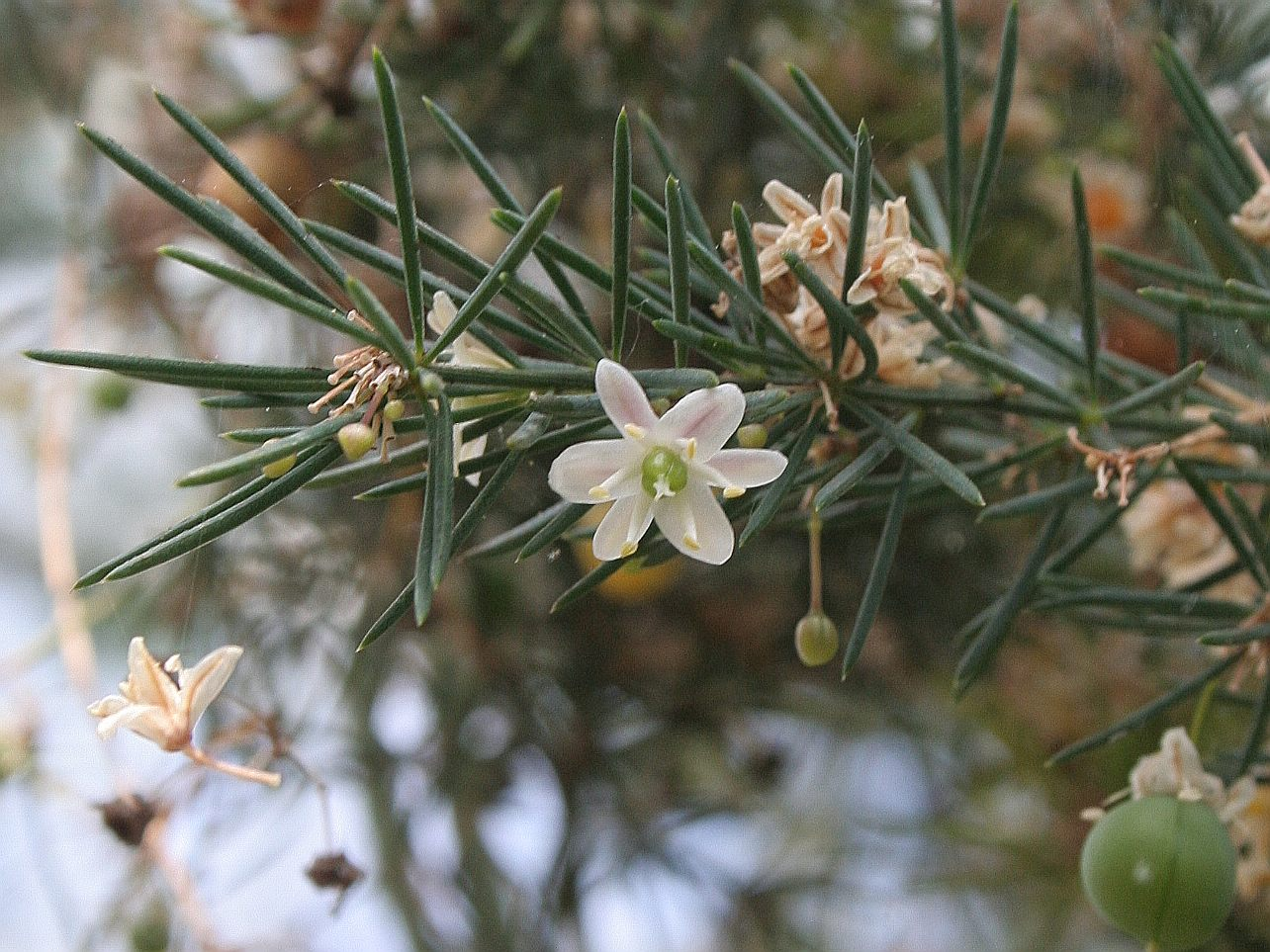